# Крістер Міккелссон
Крістер Міккелссон (швед. Christer Michelsson; нар. 27 березня 1957, Гельсінкі, Уусімаа, Фінляндія) — фінський дипломат. П'ятий Надзвичайний і Повноважний Посол Фінляндії в Україні після відновлення незалежності у 2007—2011 роках. Посол в Литві з 2016 року. Поліглот.

## Біографія
Крістер Міккелссон народився 27 березня 1957 року у фінському місті Гельсінкі у шведській родині банкіра. У 1985 році закінчив Гельсінський університет, магістр права.
Дипломатична кар'єра:
- У 1986—1987 роках — аташе адміністративного департаменту Міністерства закордонних справ Фінляндії.
- У 1987—1990 роках — аташе Посольство Фінляндії в Іспанії; аташе зовнішньоекономічного департаменту бюро з питань торгівлі з СРСР МЗС Фінляндії; другий секретар Посольство Фінляндії в СРСР.
- У 1990—1993 роках — перший секретар Посольство Фінляндії у ФРН.
- У 1993—1994 роках — пройшов Міжнародні навчальні курси, Institute Universaire des Hautes Etudes Internationales, Женева (за спеціалізацією «політика безпеки»).
- У 1994—1995 роках — радник Секретаріату у справах ЄС МЗС Фінляндії.
- У 1995—1997 роках — радник Політичного департамент МЗС Фінляндії.
- У 1997—2000 роках — радник-посланник Посольства Фінляндії в Пекіні.
- У 2000—2004 роках — керівник з управління персоналом адміністративного департаменту МЗС Фінляндії.
- У 2004—2007 роках — посланник та заступник Глави Місії Посольство Фінляндії в Росії.
- У 2007—2011 роках — Надзвичайний і Повноважний Посол Фінляндії в Україні.
- З 2016 року — Надзвичайний і Повноважний Посол Фінляндії в Литві.

## Родина та особисте життя
Дружина — Ебба (архітектор); діти: донька — Ульріка (соціолог) і син — Андреас (економіст).
Володіє шведською, фінською, англійською, німецькою, російською, українською, іспанською, французькою мовами.